# Hajminiya
Hajminiya (en népalais : हजमीनीया) est un comité de développement villageois du Népal situé dans le district de Rautahat. Au recensement de 2011, il comptait 4 623 habitants.